# Casa Matussera
La Casa Matussera és una obra modernista de Valls (Alt Camp) protegida com a Bé Cultural d'Interès Local.

## Descripció
Edifici entre mitgeres situat al carrer de la Font, en el punt on aquest comença a ascendir després d'arrencar del carrer Major. Es tracta d'un edifici de tres altures, planta baixa i dos pisos. Caracteritzat per la simetria dels vans, destaca el treball dels elements decoratius de caràcter modernista. Els guardapols, amb el perfil superior motllurat, presenten decoracions incises de formes florals i sinuoses, les quals també es poden trobar de forma seriada en les baranes metàl·liques de les finestres balconeres del primer pis. L'edifici es corona amb una barana de fàbrica calada que tanca el perímetre del terrat.

## Història
L'edifici va ser construït l'any 1909, d'acord amb la inscripció que figura a la porta d'accés. Segueix els criteris ornamentals del vocabulari de l'estil modernista, si bé en el seu vessant més popular. Al llarg del temps ha experimentat algunes modificacions que han afectat l'estructura de la façana.